# Liste der Biografien/Nil
Liste der Biografien |
Portal Biografien |
Personensuche
# |
A |
B |
C |
D |
E |
F |
G |
H |
I |
J |
K |
L |
M |
N |
O |
P |
Q |
R |
S |
T |
U |
V |
W |
X |
Y |
Z |
?
 
Na |
Nb |
Nc |
Nd |
Ne |
Nf |
Ng |
Nh |
Ni |
Nj |
Nk |
Nl |
Nm |
Nn |
No |
Nr |
Ns |
Nt |
Nu |
Nv |
Nw |
Nx |
Ny |
Nz
 
Nia |
Nib |
Nic |
Nid |
Nie |
Nif |
Nig |
Nih |
Nii |
Nij |
Nik |
Nil |
Nim |
Nin |
Nio |
Nip |
Niq |
Nir |
Nis |
Nit |
Niu |
Niv |
Niw |
Nix |
Niy |
Niz
Die Liste der Biografien führt alle Personen auf, die in der deutschsprachigen Wikipedia einen Artikel haben. Dieses ist eine Teilliste mit 265 Einträgen von Personen, deren Namen mit den Buchstaben „Nil“ beginnt.

## Nil
- Nil Sorski (1433–1508), russisch-orthodoxer Mönch, Starez
- Nil, Edwin (1833–1893), Schweizer evangelischer Geistlicher

### Nila
- Nilakantha Somayaji (1444–1544), indischer Mathematiker und Astronom
- Nilan, Chris (* 1958), US-amerikanischer Eishockeyspieler und -trainer
- Nilan, John Joseph (1855–1934), US-amerikanischer Geistlicher, römisch-katholischer Bischof von Hartford
- Nilan, Patrick (* 1941), australischer Hockeyspieler
- Niland, Conor (* 1981), irischer Tennisspieler
- Niland, D’Arcy (1917–1967), australischer Schriftsteller
- Niland, John (* 1944), US-amerikanischer American-Football-Spieler
- Nilangekar, Shivajirao Patil (1931–2020), indischer Politiker
- Nilant, Joan Frederik (1680–1757), niederländischer Lehrer, Philologe und Jurist

### Nilc
- Nilca, Alexandru (* 1945), rumänischer Säbelfechter

### Nild
- Nild, Miranda (* 1997), thailändische Fußballspielerin
- Nildén, Amanda (* 1998), schwedische FußballspielerinAmanda Nildén (* 1998)

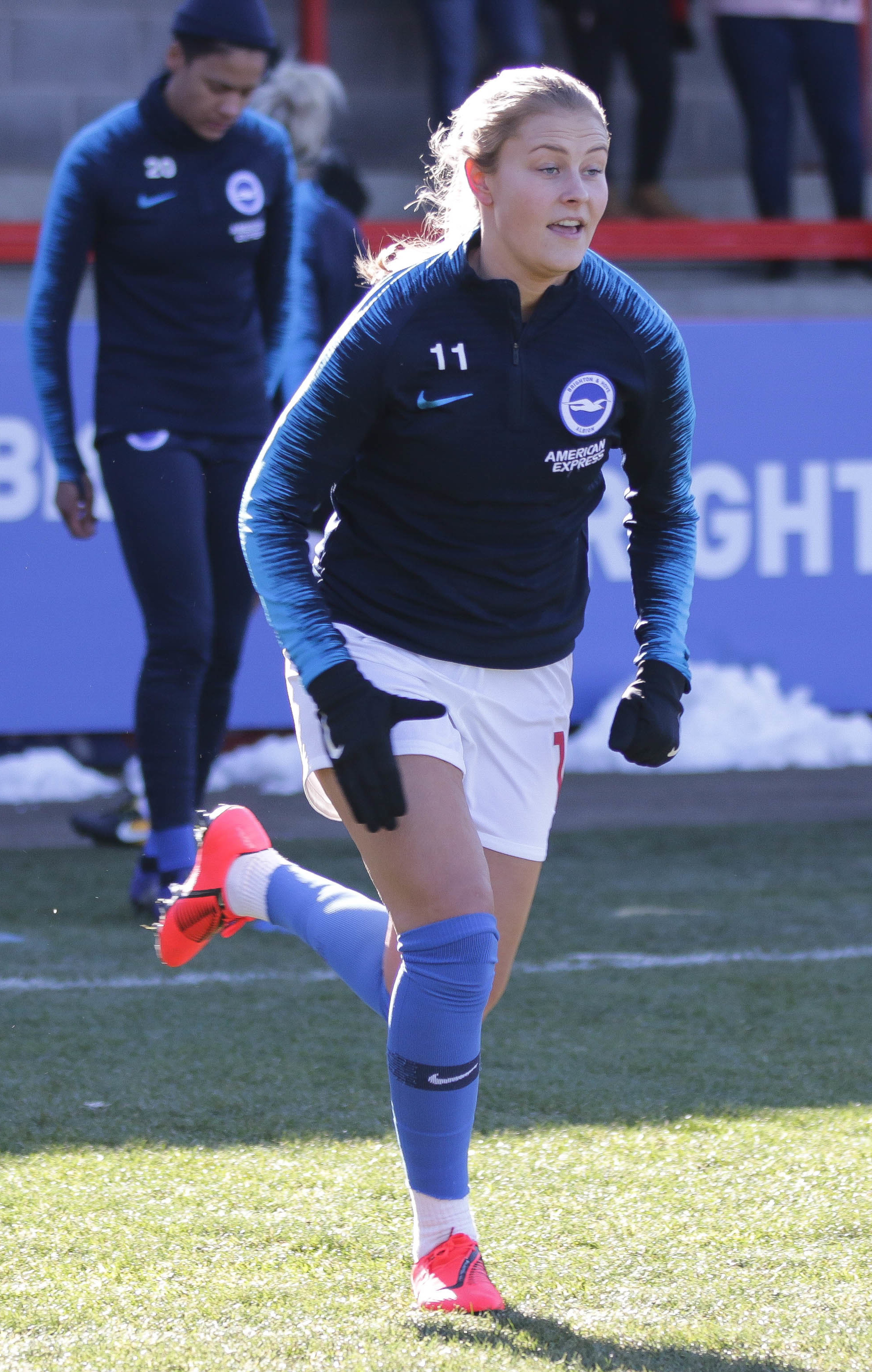
Amanda Nildén (* 1998)

- Nildén, Jim (* 1940), schwedischer Fußball-, Eishockey und Bandyspieler

### Nile
- Nilekani, Nandan (* 1955), indischer Manager
- Niles, Brooke (* 1981), US-amerikanische Volleyball- und Beachvolleyballspielerin
- Niles, Denny (1933–2011), US-amerikanischer Schauspieler und Filmproduzent
- Niles, Henry Clay (1850–1918), US-amerikanischer Jurist und Politiker
- Niles, Jason (1814–1894), US-amerikanischer Politiker
- Niles, John Jacob (1892–1980), amerikanischer Komponist, Sänger und Sammler
- Niles, John Milton (1787–1856), US-amerikanischer Politiker und Autor historischer Werke
- Niles, Kishawna (* 2005), barbadische Sprinterin
- Niles, Nathaniel (1741–1828), US-amerikanischer Jurist und Politiker
- Niles, Nathaniel (1886–1932), US-amerikanischer Eiskunstläufer
- Niles, Sarah, britische Theater- und Filmschauspielerin
- Niles, Steve (* 1965), US-amerikanischer Comicautor
- Niles, Tessa (* 1961), britische Sängerin

### Nilf
- Nilforoushan, Abbas (1966–2024), iranischer Brigadegeneral des Korps der Islamischen Revolutionsgarden (IRGC)

### Nilg
- Nilgen, Ursula (1931–2018), deutsche Kunsthistorikerin
- Nilges, Horst-Werner, deutscher Anzeigenerstatter von Verkehrsverstößen

### Nilh
- Nilheim, Lis (1944–2025), schwedische Schauspielerin

### Nili
- Nilis, Luc (* 1967), belgischer Fußballspieler, Scout und AssistenztrainerLuc Nilis (* 1967)

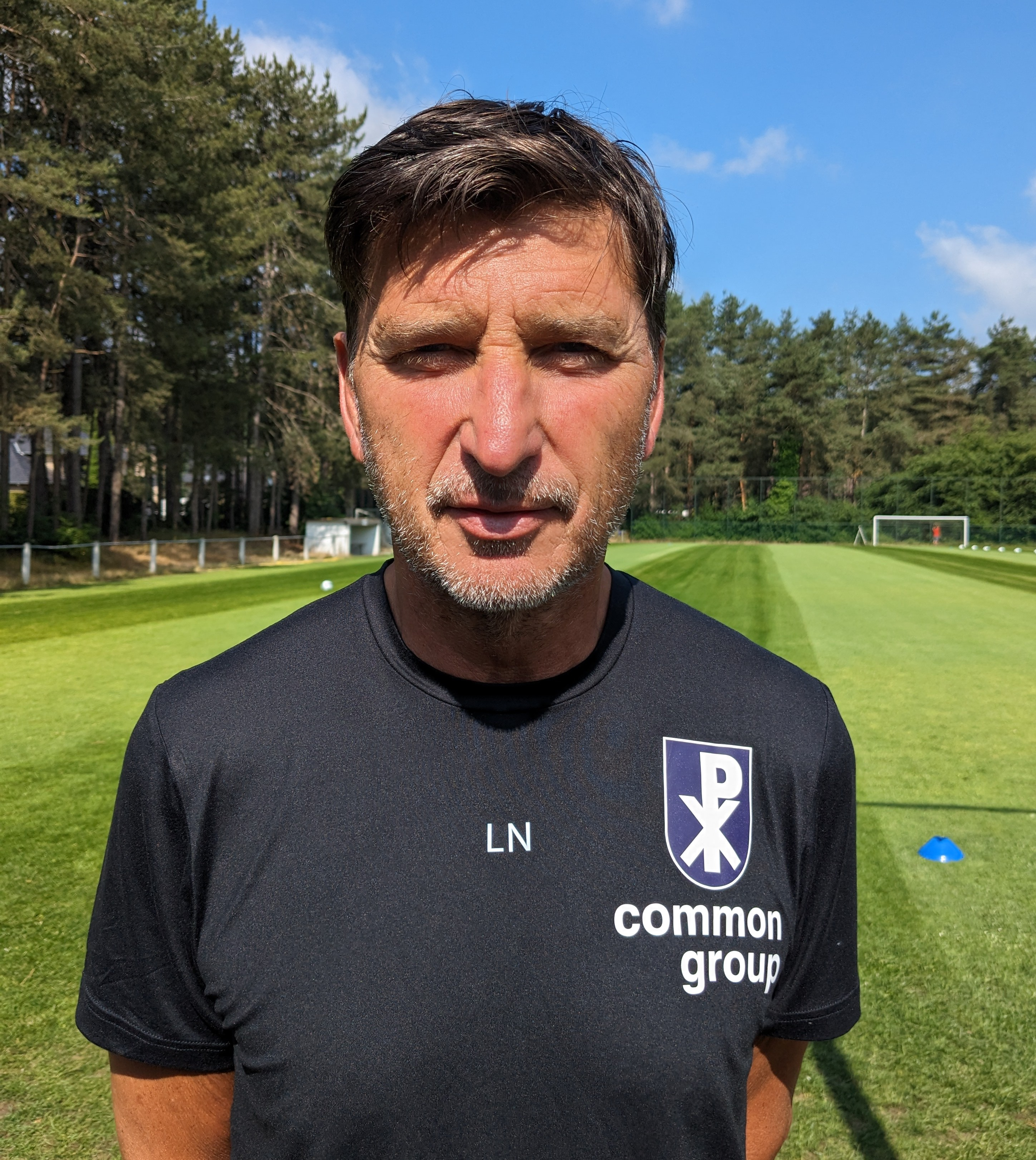
Luc Nilis (* 1967)

- Nilis, Théodore (1851–1905), belgischer Soldat, Forschungsreisender und Kolonialadministrator
- Nilius, Bernd (* 1945), deutscher Physiologe und Zellbiologe
- Nilius, Ingeburg (1927–1984), deutsche Prähistorikerin und Hochschullehrerin
- Nilius, Klaus (* 1942), deutscher Journalist
- Nilius, Rudolf (1883–1962), österreichischer Dirigent und Komponist

### Nill
- Nill, Adolf (1861–1945), deutscher Tierarzt und Zoodirektor
- Nill, Balts (* 1953), Schweizer Multiinstrumentalist und Journalist
- Nill, Christian (1956–2019), deutscher Polizeipräsident
- Nill, Dietmar (* 1956), deutscher Naturfotograf und Filmemacher
- Nill, Elisabeth (* 1932), deutsche Lehrerin und Politikerin (SPD), MdL Baden-Württemberg
- Nill, Gustav (1903–1944), württembergischer Kunstmaler
- Nill, Jakob (1875–1960), deutscher Politiker
- Nill, Jim (* 1958), kanadischer Eishockeyspieler und Assistenz-General Manager
- Nill, Johannes (1825–1894), deutscher Tiergartengründer
- Nilles, Anika (* 1983), deutsche Musikerin und Musik-DozentinAnika Nilles (* 1983)

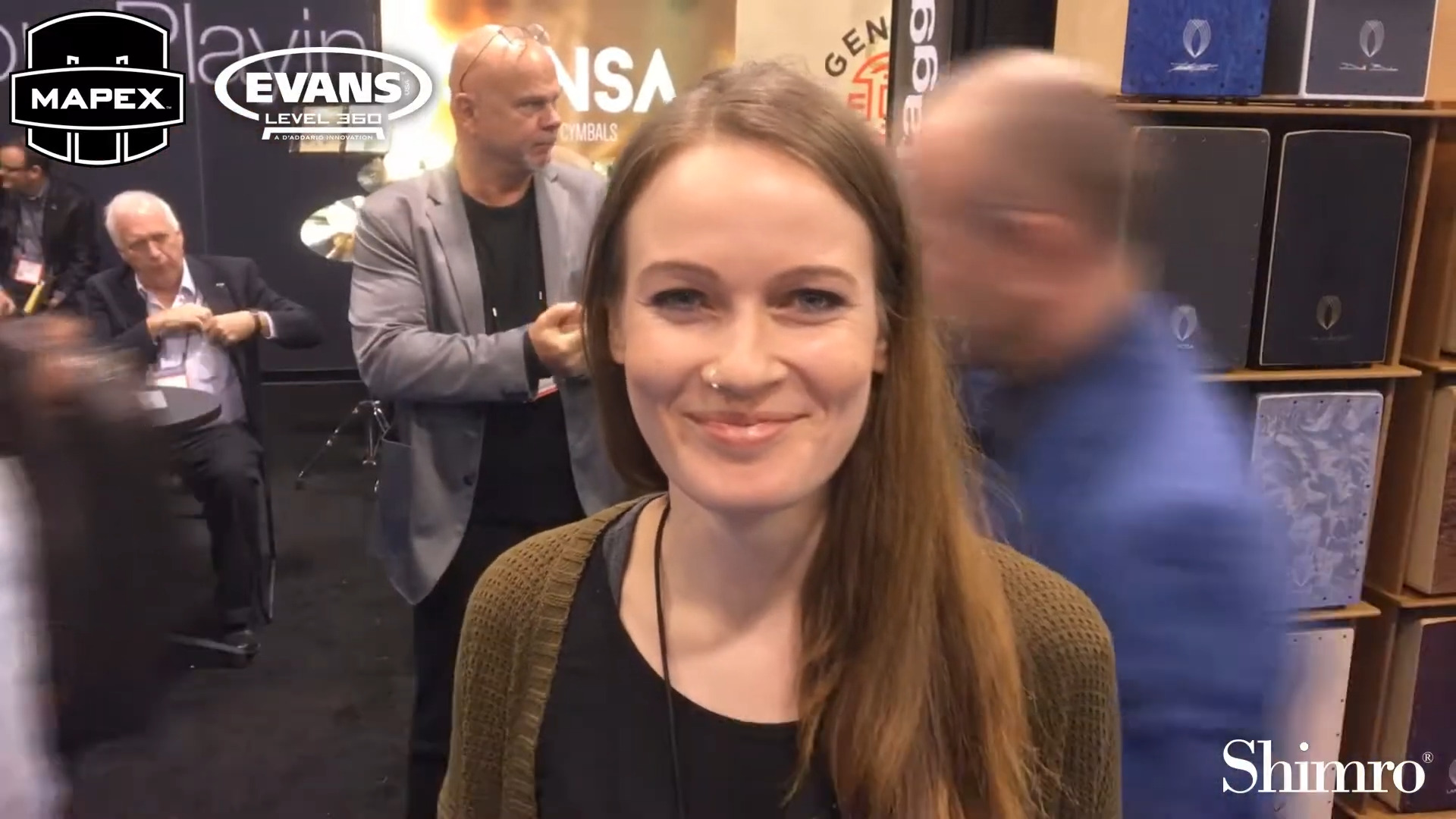
Anika Nilles (* 1983)

- Nilles, Hans Peter (* 1950), deutscher theoretischer Teilchenphysiker
- Nilles, Nikolaus (1828–1907), Kirchenrechtler
- Nilles, Stephanie (* 1985), US-amerikanische Sängerin und Pianistin
- Nillesen, Etienne, niederländischer Jazzmusiker
- Nillessen, Stefan (* 2003), niederländischer Mittelstreckenläufer
- Nillo, David (1919–2005), US-amerikanischer Tänzer, Choreograf und Arrangeur

### Nilm
- Nilmar (* 1984), brasilianischer Fußballspieler
- Nilmar, Juan Nicolasora (1916–2007), philippinischer Geistlicher, römisch-katholischer Bischof von Kalibo

### Nilo
- Nilo, Georgios (* 1944), griechischer Künstler
- Nilon, Valerie, deutschsprachige Schriftstellerin
- Nilor, Jean-Philippe (* 1965), französischer Politiker
- Nilos, möglicherweise antiker griechischer Toreut

### Nils
- Nils Henriksson (1455–1523), Ritter und Mitglied des norwegischen Reichsrates.
- Nils-Udo (* 1937), deutscher bildender Künstler
- Nilsen (* 1995), deutscher Popsänger und DJNilsen (* 1995)

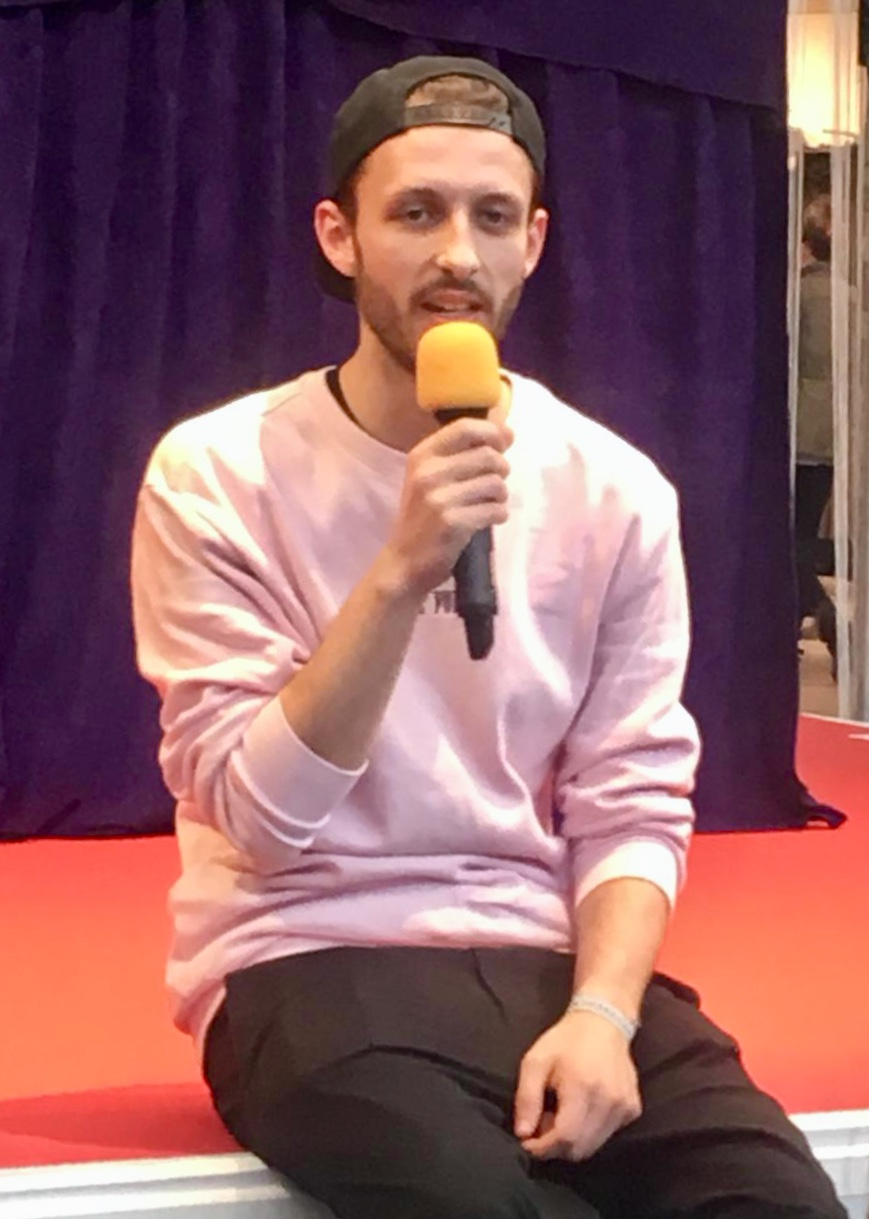
Nilsen (* 1995)

- Nilsen, Adolf (1895–1983), norwegischer Ruderer
- Nilsen, Anders, norwegischer Comedian und Musiker
- Nilsen, Andreas (* 1980), norwegischer Skirennläufer
- Nilsen, Arne (1924–2020), norwegischer Politiker
- Nilsen, Betty Ann Bjerkreim (* 1986), norwegische Skilangläuferin
- Nilsen, Christine Colombo (* 1982), norwegische Fußballspielerin
- Nilsen, Christopher (* 1998), US-amerikanischer Stabhochspringer
- Nilsen, Dennis (1945–2018), britischer Serienmörder
- Nilsen, Elin (* 1968), norwegische Skilangläuferin
- Nilsen, Frode (1923–2016), norwegischer Diplomat
- Nilsen, Henry (* 1961), norwegischer Eisschnellläufer
- Nilsen, Ingrid (* 1989), US-amerikanische Videobloggerin
- Nilsen, Jan Andrew (1936–2014), norwegischer Volkshochschullehrer, Journalist und Schriftsteller
- Nilsen, Jeanette (* 1972), norwegische Handballspielerin
- Nilsen, Kurt (* 1978), norwegischer MusikerKurt Nilsen (* 1978)

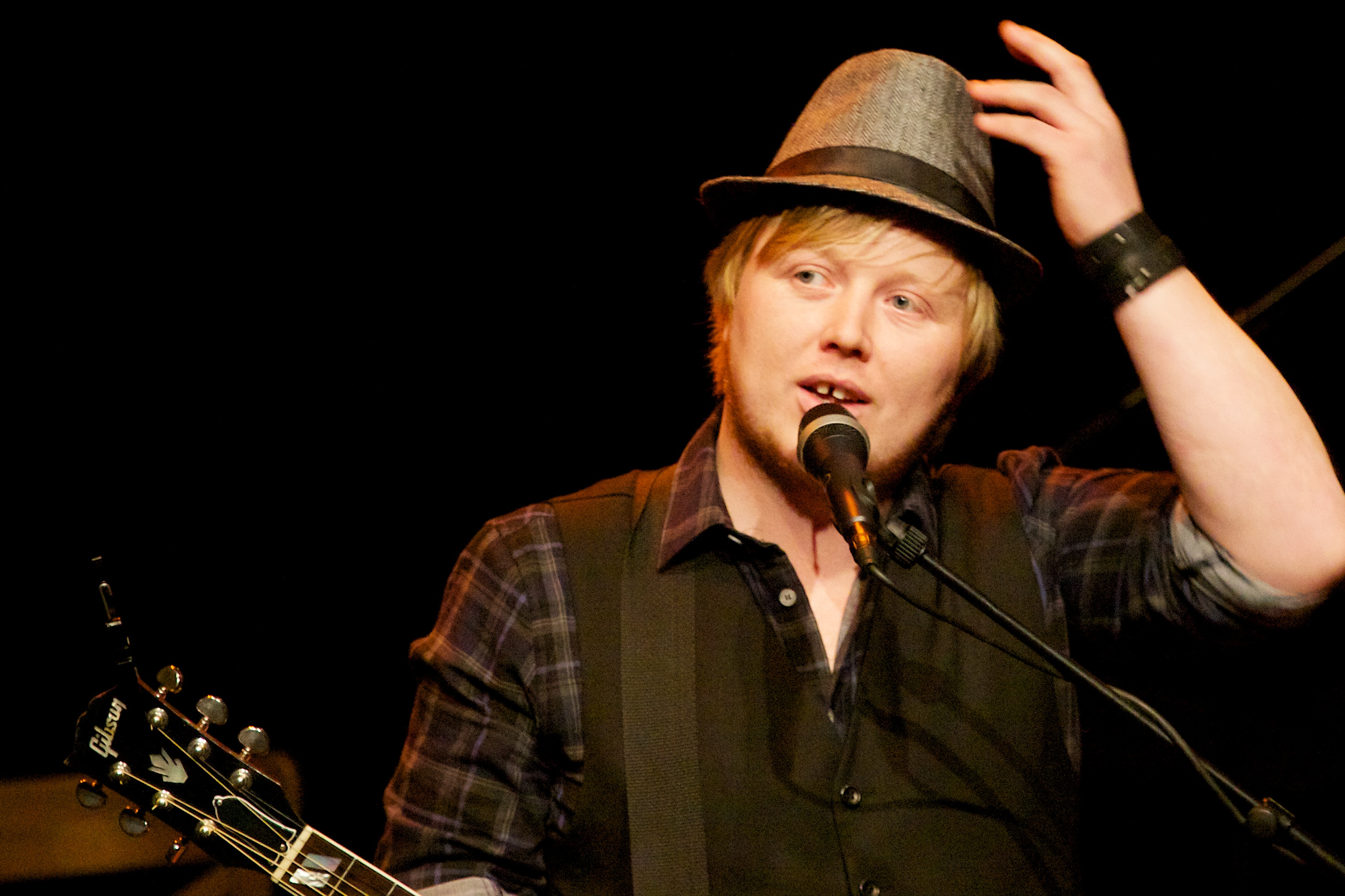
Kurt Nilsen (* 1978)

- Nilsen, Laila Schou (1919–1998), norwegische Eisschnellläuferin, Skifahrerin, Handballspielerin und Tennisspielerin
- Nilsen, Lars Arvid (* 1965), norwegischer Kugelstoßer
- Nilsen, Lillebjørn (1950–2024), norwegischer Liedermacher
- Nilsen, Marius Arion (* 1984), norwegischer Politiker
- Nilsen, Markus (* 1989), norwegischer Skirennläufer
- Nilsen, Mona (* 1973), norwegische Politikerin
- Nilsen, Ole-Jørgen (1936–2008), norwegischer Schauspieler und Theaterintendant
- Nilsen, Ørjan (* 1982), norwegischer DJ und Musikproduzent im Bereich Trance und Progressive
- Nilsen, Roger (* 1969), norwegischer Fußballspieler
- Nilsen, Rudolf (1901–1929), norwegischer Dichter der Arbeiterbewegung
- Nilsen, Rune (1923–1998), norwegischer Leichtathlet
- Nilsen, Simen Spieler (* 1993), norwegischer Eisschnellläufer
- Nilsen, Stina Hofgård (* 1979), norwegische Skirennläuferin
- Nilsen, Tom-Christer (* 1969), norwegischer Politiker
- Nilsen, Tove (* 1952), norwegische Schriftstellerin und Literaturkritikerin
- Nilsen, Vegard Bjerkreim (* 1993), norwegischer Skilangläufer
- Nilsen, Vilde (* 2001), norwegische Sportlerin
- Nilsen, Wiktor (1871–1949), Stadtbaumeister Mariupols und Abgeordneter der Duma von Mariupol
- Nilson (* 1991), brasilianischer Fußballspieler
- Nilson, Anton (1887–1989), schwedischer Pilot und Kommunist
- Nilson, Christoph Friedrich (1811–1879), deutscher Historienmaler und Freskant
- Nilson, Corinna (* 1971), deutsche SchauspielerinCorinna Nilson (* 1971)

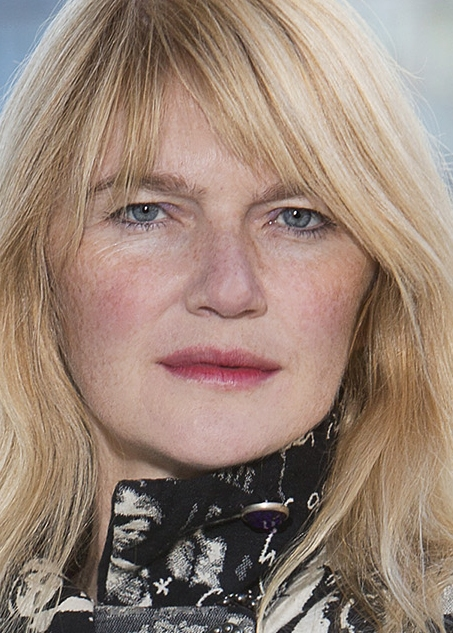
Corinna Nilson (* 1971)

- Nilson, Einar (1881–1964), schwedischer Kapellmeister und Komponist
- Nilson, Hans-Jürgen, deutscher Basketballschiedsrichter
- Nilson, Johannes Esaias (* 1721), deutscher Miniaturmaler, Zeichner und Kupferstecher
- Nilson, Lars Fredrik (1840–1899), schwedischer Chemiker
- Nilson, Marcus (* 1978), schwedischer Eishockeyspieler
- Nilson, Peter (1937–1998), schwedischer Astronom und Romanautor
- Nilsonne, Åsa (* 1949), schwedische Psychiaterin und Schriftstellerin
- Nilssen, Asbjørn (1875–1958), norwegischer Skispringer und Nordischer Kombinierer
- Nilssen, Bjarne, norwegischer Skisportler
- Nilssen, Gard (* 1983), norwegischer Jazzmusiker (Schlagzeug und Komposition)
- Nilssen, Hege (* 1974), norwegische Biathletin und Skilangläuferin
- Nilssen, Jappe (1870–1931), norwegischer Schriftsteller und Kunstkritiker
- Nilssen, Matthias (* 1977), schwedischer Biathlet
- Nilssen, Trond (* 1990), norwegischer Schauspieler
- Nilssen-Love, Paal (* 1974), norwegischer Jazz-Schlagzeuger
- Nilsson, Ada (1872–1964), schwedische Medizinerin und Frauenrechtlerin
- Nilsson, Åke (1927–1991), schwedischer Skirennläufer
- Nilsson, Åke (* 1945), schwedischer Speerwerfer
- Nilsson, Anders (1844–1936), schwedischer Offizier, Ingenieur, Stadtplaner und Politiker
- Nilsson, Anders (* 1963), schwedischer Regisseur
- Nilsson, Anders (* 1977), schwedischer Eishockeyspieler
- Nilsson, Anders (* 1990), schwedischer Eishockeytorwart
- Nilsson, Andreas (* 1990), schwedischer Handballspieler
- Nilsson, Anna Q. (1888–1974), schwedische Stummfilmschauspielerin
- Nilsson, Arne, schwedischer Skispringer
- Nilsson, Arto (1948–2019), finnischer Boxer
- Nilsson, August (1872–1921), schwedischer Leichtathlet und Tauzieher
- Nilsson, Axel-Herman (1894–1989), schwedischer Skispringer und Nordischer Kombinierer
- Nilsson, Bengt (1934–2018), schwedischer Hochspringer
- Nilsson, Bengt, schwedischer Radrennfahrer
- Nilsson, Bert († 1954), schwedischer Kanute
- Nilsson, Birgit (1918–2005), schwedische Opernsängerin (Sopran)
- Nilsson, Björn (* 1960), schwedischer Fußballspieler
- Nilsson, Bo, schwedischer Badmintonspieler
- Nilsson, Bo (1937–2018), schwedischer Komponist
- Nilsson, Bo (* 1944), schwedischer Fußballspieler und -trainer
- Nilsson, Camilla (* 1967), schwedische Skirennläuferin
- Nilsson, Carin (1904–1999), schwedische Schwimmerin
- Nilsson, Cecilia (* 1957), schwedische Schauspielerin
- Nilsson, Christine (1843–1921), schwedische Opernsängerin (Sopran)Christine Nilsson (1843–1921)

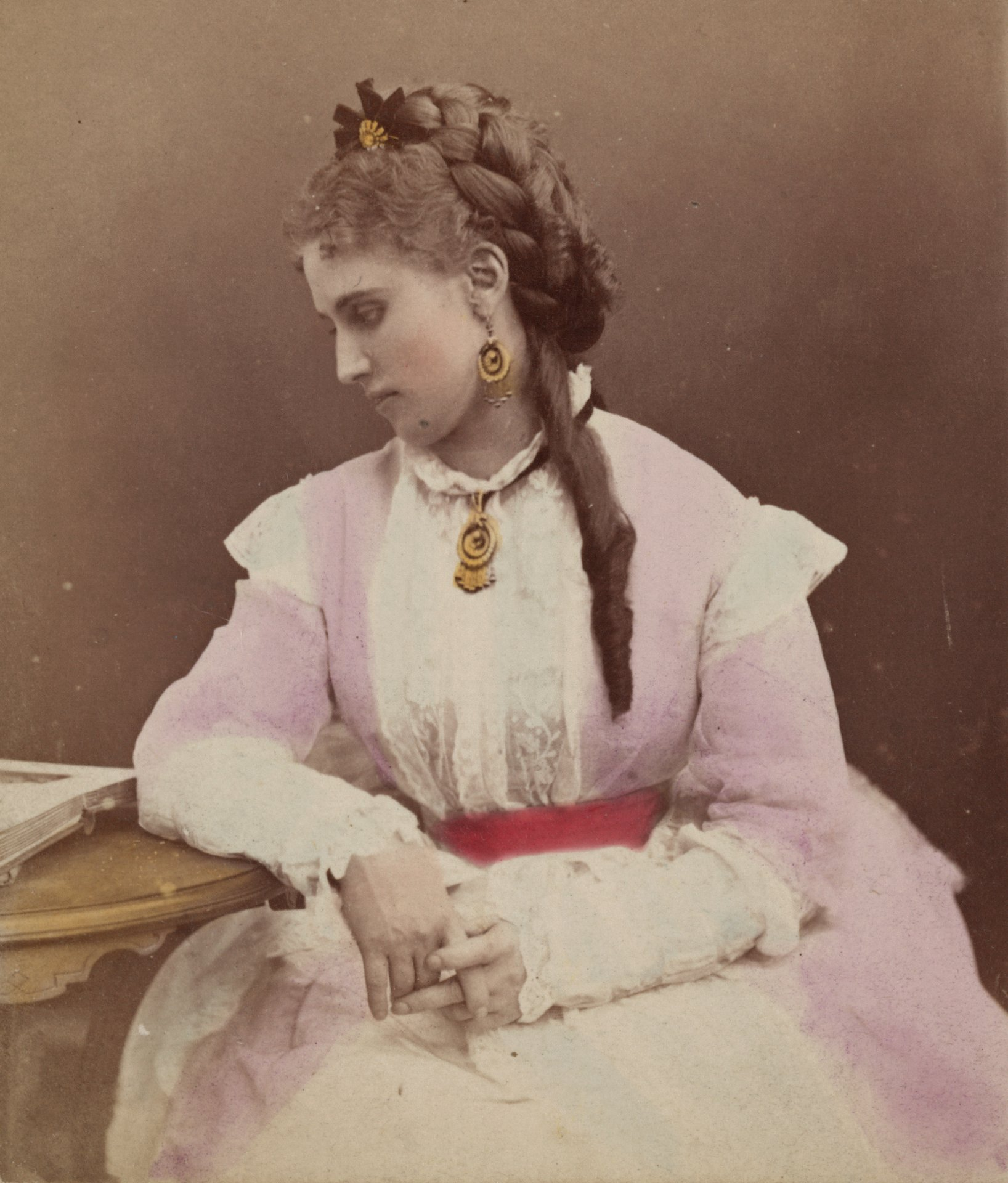
Christine Nilsson (1843–1921)

- Nilsson, Cornelia (* 1992), schwedische Jazzmusikerin (Schlagzeug)
- Nilsson, David (* 1987), schwedischer Langstreckenläufer
- Nilsson, Dennis (* 1976), schwedischer Dartspieler
- Nilsson, Einar (1891–1937), schwedischer Kugelstoßer, Diskuswerfer und Zehnkämpfer
- Nilsson, Emma (* 1993), schwedische Biathletin
- Nilsson, Engla (* 2005), schwedische Hochspringerin
- Nilsson, Erik (1916–1995), schwedischer Fußballspieler
- Nilsson, Erik (1935–2021), schwedischer Jazzmusiker (Holzblasinstrumente)
- Nilsson, Ernst (1891–1971), schwedischer Ringer
- Nilsson, Evert (1894–1973), schwedischer Zehnkämpfer
- Nilsson, Folke (1907–1980), schwedischer Radrennfahrer
- Nilsson, Frida (* 1979), schwedische Kinderbuchautorin
- Nilsson, Göran (1946–2012), schwedischer Kameramann, Drehbuchautor, Filmregisseur und Filmproduzent
- Nilsson, Gunnar (1923–2005), schwedischer Boxer
- Nilsson, Gunnar (1948–1978), schwedischer Formel-1-RennfahrerGunnar Nilsson (1948–1978)

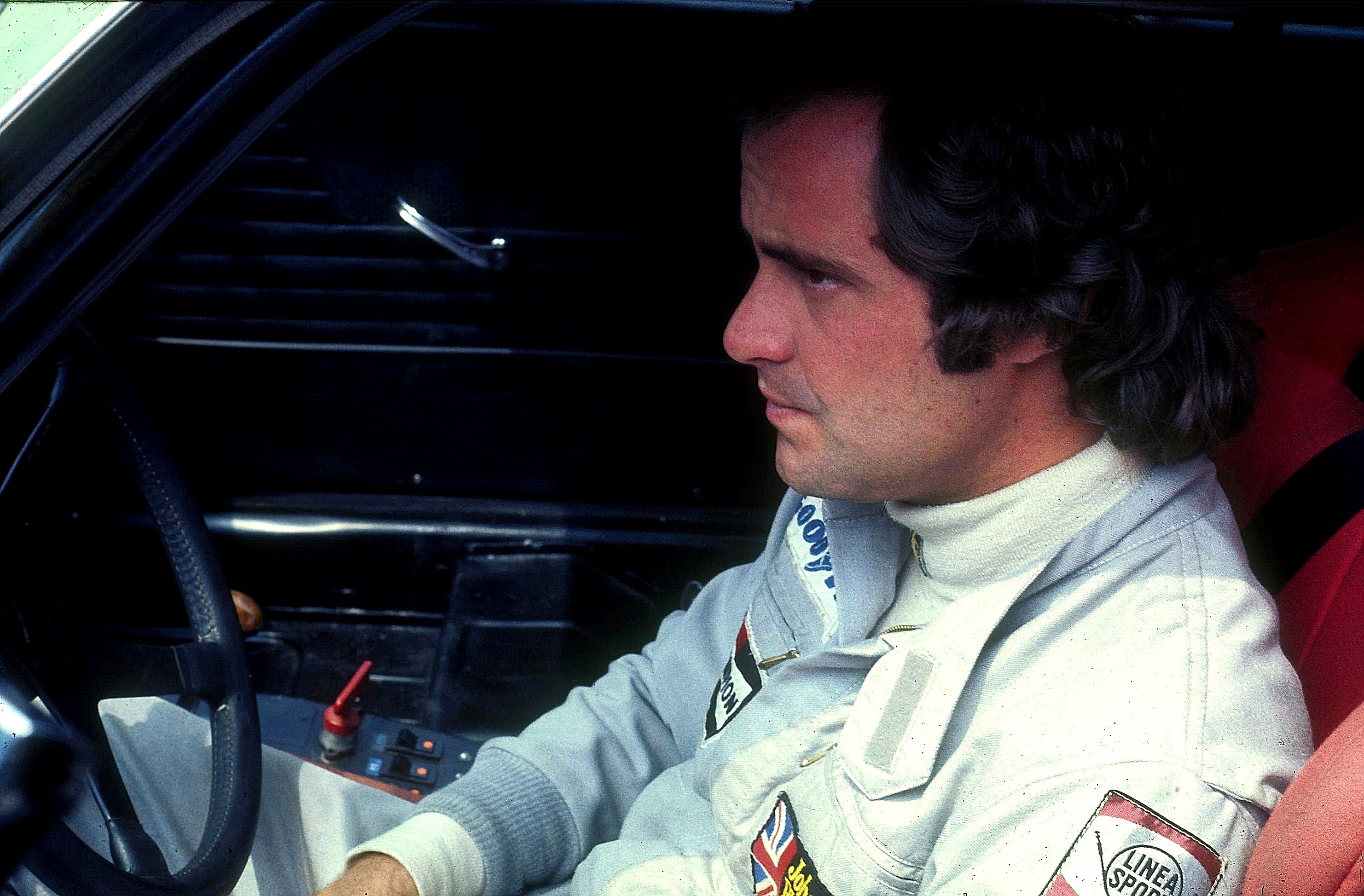
Gunnar Nilsson (1948–1978)

- Nilsson, Gustaf (* 1997), schwedischer Fußballspieler
- Nilsson, Håkan (* 1980), schwedischer Radrennfahrer
- Nilsson, Hardy (* 1947), schwedischer Eishockeyspieler und -trainer
- Nilsson, Harry (1916–1993), schwedischer Fußballspieler
- Nilsson, Harry (1941–1994), US-amerikanischer Musiker
- Nilsson, Helen (* 1970), schwedische Fußballspielerin
- Nilsson, Henrik (* 1976), schwedischer Kanute
- Nilsson, Hilda (1876–1917), schwedische Serienmörderin
- Nilsson, Hille (1905–1961), schwedischer Tischtennisspieler
- Nilsson, Ida (* 1981), schwedische Athletin
- Nilsson, Inge (1926–2017), schwedischer Sprinter
- Nilsson, Ingeborg (1924–1995), norwegische Eiskunstläuferin
- Nilsson, Inger (* 1959), schwedische Schauspielerin und KinderdarstellerinInger Nilsson (* 1959)

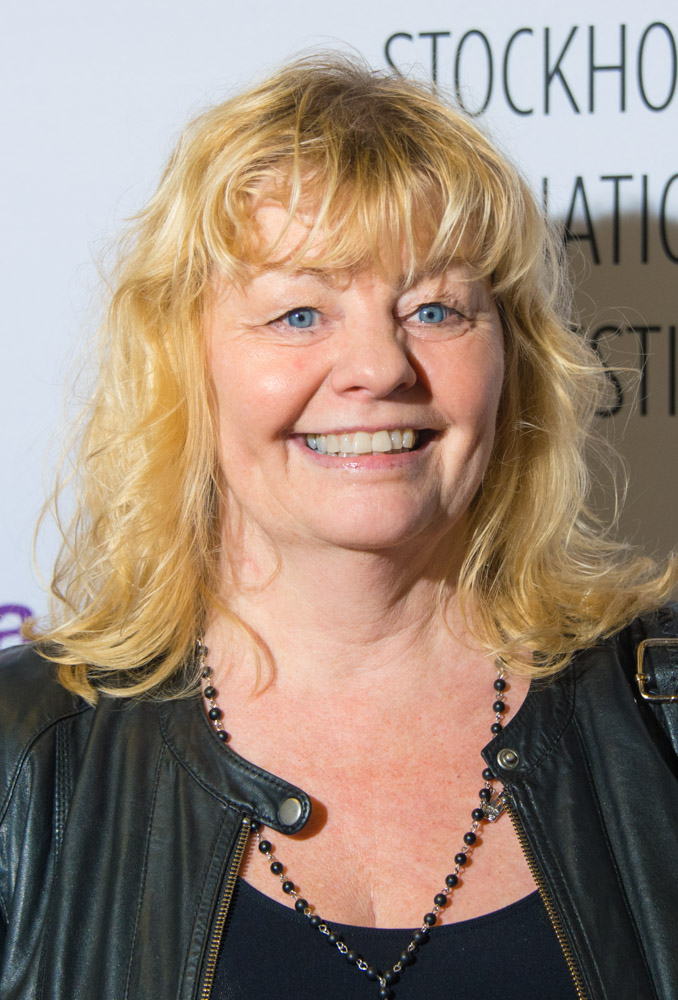
Inger Nilsson (* 1959)

- Nilsson, Ivar (1933–2019), schwedischer Eisschnellläufer
- Nilsson, Jennie (* 1972), schwedische Politikerin
- Nilsson, Jens (1948–2018), schwedischer Politiker (SAP), MdEP
- Nilsson, Jesse (1977–2003), kanadischer Schauspieler
- Nilsson, Joakim (* 1966), schwedischer Fußballspieler
- Nilsson, Joakim (* 1985), schwedischer Fußballspieler
- Nilsson, Joakim (* 1994), schwedischer Fußballspieler
- Nilsson, Johanna (* 1973), schwedische Autorin
- Nilsson, John (1905–1978), schwedischer Bandy-, Eishockey- und Fußballnationalspieler
- Nilsson, John (1908–1987), schwedischer Fußballspieler
- Nilsson, John (* 1978), schwedischer Straßenradrennfahrer
- Nilsson, Jonas (* 1963), schwedischer Skirennläufer
- Nilsson, Jonathan (* 1995), schwedischer Unihockeyspieler
- Nilsson, Jonny (1943–2022), schwedischer Eisschnellläufer
- Nilsson, Kaj (* 1951), deutsch-schwedischer Eishockeyspieler
- Nilsson, Karl-Erik (1922–2017), schwedischer Ringer
- Nilsson, Kent (* 1956), schwedischer Eishockeyspieler
- Nilsson, Kim (* 1988), schwedischer Unihockeyspieler
- Nilsson, Kirsten (1931–2017), transsexuelle Bühnenkünstlerin und Sexarbeiterin
- Nilsson, Kjell (* 1962), schwedischer Radrennfahrer
- Nilsson, Kjell-Åke (* 1942), schwedischer Hochspringer
- Nilsson, Lars, schwedischer Flötist und Musikpädagoge
- Nilsson, Lars (* 1982), schwedischer Fußballspieler
- Nilsson, Lars-Oscar, schwedischer Fußballtrainer
- Nilsson, Lennart (1914–1991), schwedischer Mittelstreckenläufer
- Nilsson, Lennart (1922–2017), schwedischer Fotograf
- Nilsson, Lennart (* 1959), schwedischer Fußballspieler
- Nilsson, Leo (* 1939), schwedischer Komponist, Pianist, Organist und Kammermusiker
- Nilsson, Lina (* 1987), schwedische Fußballspielerin
- Nilsson, Linn (* 1990), schwedische Leichtathletin
- Nilsson, Lucas (* 1973), schwedischer Fußballspieler
- Nilsson, Lukas (* 1996), schwedischer Handballspieler
- Nilsson, Madeleine (* 1991), schwedische Leichtathletin
- Nilsson, Maj-Britt (1924–2006), schwedische SchauspielerinMaj-Britt Nilsson (1924–2006)

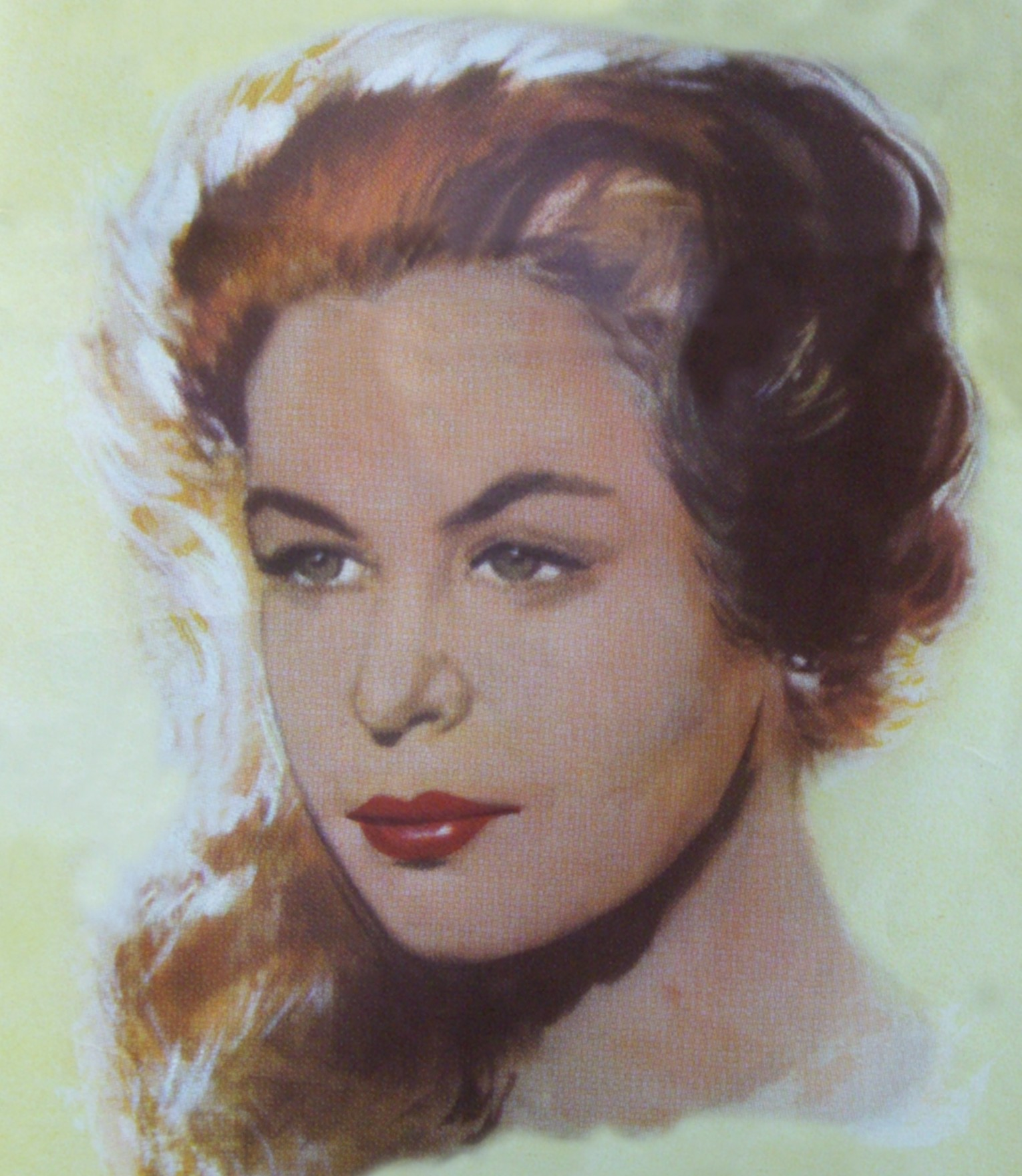
Maj-Britt Nilsson (1924–2006)

- Nilsson, Maja (* 1999), schwedische Hochspringerin
- Nilsson, Malin (* 1973), schwedische Schwimmerin
- Nilsson, Marcus (* 1988), schwedischer Fußballspieler
- Nilsson, Marcus (* 1991), schwedischer Leichtathlet
- Nilsson, Martin Persson (1874–1967), schwedischer Klassischer Philologe und Religionshistoriker
- Nilsson, Mats (* 1956), schwedischer Generalleutnant
- Nilsson, Mattias (* 1982), schwedischer Biathlet
- Nilsson, May (1921–2009), schwedische Skirennläuferin
- Nilsson, Michael (* 1971), schwedischer Karambolagespieler, mehrfacher National-, Europa- und Weltmeister
- Nilsson, Mikael (* 1968), schwedischer Fußballspieler
- Nilsson, Mikael (* 1978), schwedischer Fußballspieler
- Nilsson, Mimi, kanadische Badmintonspielerin
- Nilsson, Molly (* 1984), schwedische SängerinMolly Nilsson (* 1984)

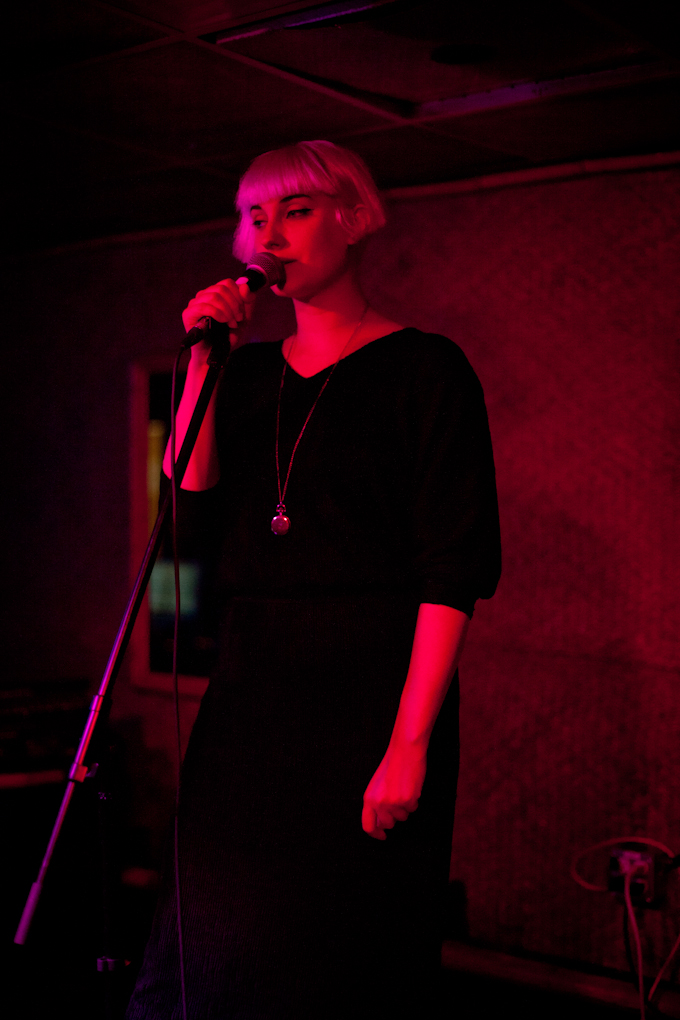
Molly Nilsson (* 1984)

- Nilsson, Nils (1933–2019), US-amerikanischer Informatiker
- Nilsson, Nils (1936–2017), schwedischer Eishockeyspieler
- Nilsson, Ola (* 1973), schwedischer Fußballspieler
- Nilsson, Ola (* 1987), schwedischer Automobilrennfahrer
- Nilsson, Otto (1879–1960), schwedischer Leichtathlet
- Nilsson, Patrik (* 1991), schwedischer Triathlet
- Nilsson, Paul (1866–1951), schwedischer evangelisch-lutherischer Theologe, Pfarrer und Kirchenlieddichter
- Nilsson, Per (1890–1964), schwedischer Turner
- Nilsson, Per (* 1954), schwedischer Buch- und Drehbuchautor
- Nilsson, Per (* 1982), schwedischer Fußballspieler
- Nilsson, Per Anders (* 1954), schwedischer Jazzmusiker (Saxophone, Synthesizer, Komposition)
- Nilsson, Peter (* 1958), schwedischer Fußballspieler
- Nilsson, Peter (* 1973), schwedischer Tischtennisspieler
- Nilsson, Petter (* 1987), schwedischer Unihockeyspieler
- Nilsson, Rebecca (* 1998), schwedische Handballspielerin
- Nilsson, Robert (* 1985), schwedisch-kanadischer Eishockeyspieler
- Nilsson, Roland (1924–2014), schwedischer Kugelstoßer und Diskuswerfer
- Nilsson, Roland (* 1948), schwedischer Geher
- Nilsson, Roland (* 1963), schwedischer Fußballspieler und -trainer
- Nilsson, Rune, schwedischer Radrennfahrer
- Nilsson, Sandra (* 1986), schwedisches Model und PlaymateSandra Nilsson (* 1986)

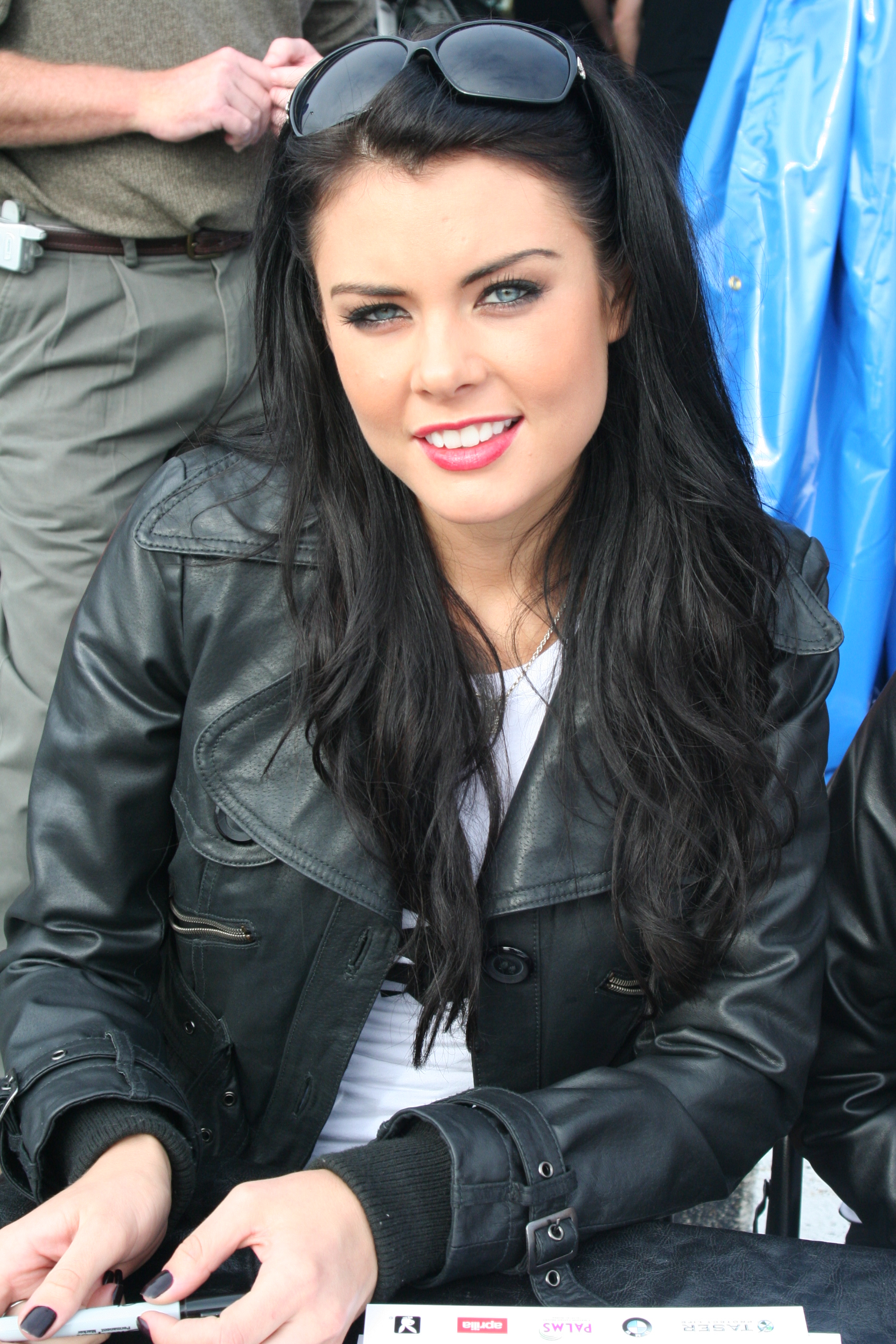
Sandra Nilsson (* 1986)

- Nilsson, Sigurd (1910–1972), schwedischer Skilangläufer
- Nilsson, Stefan (1955–2023), schwedischer Pianist und Komponist
- Nilsson, Stefan (* 1968), schwedischer Eishockeyspieler und -trainer
- Nilsson, Stellan (1922–2003), schwedischer Fußballspieler
- Nilsson, Stina (* 1993), schwedische Skilangläuferin
- Nilsson, Sven, schwedischer Biathlet
- Nilsson, Sven (1787–1883), schwedischer Naturforscher
- Nilsson, Sven (1898–1970), schwedischer Opern- und Konzertsänger
- Nilsson, Sven Gösta (1927–1979), schwedischer Kernphysiker
- Nilsson, Sven-Åke (* 1951), schwedischer Radsportler
- Nilsson, Tina, schwedische Fußballspielerin
- Nilsson, Tommy (* 1960), schwedischer Pop-Rock-Sänger
- Nilsson, Tor (1919–1989), schwedischer Ringer
- Nilsson, Torbjörn (* 1954), schwedischer FußballspielerTorbjörn Nilsson (* 1954)

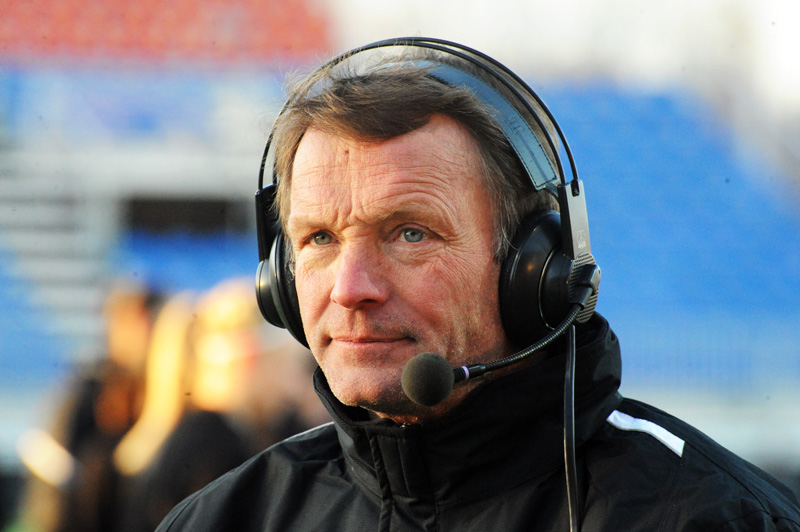
Torbjörn Nilsson (* 1954)

- Nilsson, Torsten (1905–1997), schwedischer Politiker (Sveriges socialdemokratiska arbetareparti), Mitglied des Riksdag
- Nilsson, Ulf (1948–2021), schwedischer Schriftsteller
- Nilsson, Ulf (* 1950), schwedischer Eishockeyspieler
- Nilsson, Vera (1888–1979), schwedische Malerin und Illustratorin
- Nilsson, Wilhelm (* 1994), schwedischer Volleyballspieler
- Nilsson-Brännström, Moni (* 1955), schwedische Schriftstellerin
- Nilsson-Ehle, Hans (1910–1983), schwedischer Romanist und Linguist
- Nilsson-Ehle, Herman (1873–1949), schwedischer Biologe
- Nilsson-Julien, Oscar (* 2002), britischer Radrennfahrer

### Nilu
- Nilufar Yasmin (* 1975), bangladeschische Leichtathletin
- Nilüfer Hatun, Ehefrau des zweiten osmanischen Sultans Orhan I.
- Nilus der Ältere († 430), Kirchenvater und Mönch
- Nilus von Rossano († 1004), Mönch und Heiliger
- Nilus, Sergei Alexandrowitsch (1862–1929), russischer Schriftsteller

### Nily
- Nilyoke, Vasin (* 1984), thailändischer Badmintonspieler